# Persone di nome Abel
| Questa pagina contiene informazioni ricavate automaticamente dalle voci biografiche con l'ausilio del template Bio e di un bot. L'aggiornamento è periodico e automatico e ricostruisce completamente la pagina. Se manca una persona in questa lista, sei pregato di non aggiungerla, ma accertati piuttosto che la sua voce biografica contenga il template Bio e che i dati anagrafici siano correttamente compilati. Se il template Bio manca, inseriscilo tu stesso o, in alternativa, metti l'avviso {{tmp\|Bio}} che ne segnala la mancanza. Se i dati riportati sono sbagliati, correggi direttamente la voce biografica; le modifiche saranno visibili in questa lista entro pochi giorni. Per chiarimenti vedi il progetto antroponimi. La lista contiene solo le 73 persone che sono citate nell'enciclopedia e per le quali è stato implementato correttamente il template Bio. Pagina aggiornata al 6 mag 2025. |

Questa è una lista di persone presenti nell'enciclopedia che hanno il nome Abel, suddivise per attività principale.

## Allenatori di calcio(7)
- Abel Alves, allenatore di calcio e ex calciatore argentino (Olavarría, n. 1958)
- Abel Balbo, allenatore di calcio, dirigente sportivo e ex calciatore argentino (Empalme Villa Constitución, n. 1966)
- Abel Braga, allenatore di calcio e ex calciatore brasiliano (Rio de Janeiro, n. 1952)
- Abel Ferreira, allenatore di calcio e ex calciatore portoghese (Penafiel, n. 1978)
- Abel Gómez Moreno, allenatore di calcio e ex calciatore spagnolo (Siviglia, n. 1982)
- Abel Silva, allenatore di calcio e ex calciatore portoghese (Lisbona, n. 1969)
- Abel Xavier, allenatore di calcio e ex calciatore portoghese (Nampula, n. 1972)

## Anarchici(1)
- Abel Paz, anarchico, militare e storico spagnolo (Almería, n. 1921 - Barcellona, † 2009)

## Animatori(1)
- Abel Góngora, animatore e regista spagnolo (Barcellona, n. 1983)

## Arcivescovi cattolici(2)
- Abel Gabuza, arcivescovo cattolico sudafricano (Alexandra, n. 1955 - Hillcrest, † 2021)
- Abel Liluala, arcivescovo cattolico della Repubblica del Congo (Cabinda, n. 1964)

## Artisti(1)
- Abel Azcona, artista spagnolo (Madrid, n. 1988)

## Atleti(1)
- Abel Kipsang, atleta keniota (n. 1996)

## Attivisti(1)
- Abel Santamaría, attivista, rivoluzionario e politico cubano (Encrucijada, n. 1927 - Santiago di Cuba, † 1953)

## Attori(1)
- Abel Folk, attore spagnolo (Montesquiu, n. 1959)

## Banchieri(2)
- Abel Seyler, banchiere, attore teatrale e regista teatrale svizzero (Liestal, n. 1730 - Rellingen, † 1800)
- Abel Smith, banchiere e politico inglese (n. 1717 - Wilford, † 1788)

## Calciatori(21)
- Abel Afeworki, ex calciatore eritreo (n. 1983)
- Abel Aguilar, ex calciatore colombiano (Bogotà, n. 1985)
- Abel Bretones, calciatore spagnolo (Langreo, n. 2000)
- Abel Bustos, calciatore argentino (Pozo Hondo, n. 1999)
- Abel Camará, calciatore guineense (Bissau, n. 1990)
- Abel Dhaira, calciatore ugandese (Jinja, n. 1987 - Reykjavík, † 2016)
- Abel Díez, calciatore spagnolo (Boñar, n. 1953 - Gijón, † 2025)
- Abel Gebor, ex calciatore liberiano (Sinoe, n. 1990)
- Abel Gigli, calciatore italiano (Busto Arsizio, n. 1990)
- Abel Hernández, calciatore uruguaiano (Pando, n. 1990)
- Abel Khaled, ex calciatore francese (Luxeuil-les-Bains, n. 1992)
- Abel Lafouge, calciatore francese (n. 1895 - † 1950)
- Abel Lobatón, ex calciatore peruviano (Lima, n. 1977)
- Abel Masuero, calciatore argentino (Ramona, n. 1988)
- Abel Miglietti, ex calciatore portoghese (Lourenço Marques, n. 1946)
- Abel Resino, ex calciatore e allenatore di calcio spagnolo (Velada, n. 1960)
- Abel Ruiz, calciatore spagnolo (Almussafes, n. 2000)
- Abel Tamata, ex calciatore olandese (Bergen op Zoom, n. 1990)
- Abel Terevarua, ex calciatore tahitiano (n. 1976)
- Abel Thermeus, ex calciatore francese (Montreuil, n. 1983)
- Abel Vieytez, calciatore argentino (Buenos Aires, n. 1942 - † 2016)

## Cantautori(1)
- The Weeknd, cantautore, produttore discografico e attore canadese (Toronto, n. 1990)

## Ciclisti su strada(1)
- Abel Balderstone, ciclista su strada spagnolo (Ullastrell, n. 2000)

## Compositori(2)
- Abel Decaux, compositore, organista e insegnante francese (Auffay, n. 1869 - Parigi, † 1943)
- Abel Korzeniowski, compositore polacco (Cracovia, n. 1972)

## Generali(1)
- Abel Douay, generale francese (Draguignan, n. 1809 - Wissembourg, † 1870)

## Lottatori(1)
- Abel Trujillo, lottatore statunitense (Greensboro, n. 1983)

## Magistrati(1)
- Abel Dufresne, magistrato, letterato e pittore francese (Étampes, n. 1788 - † 1862)

## Maratoneti(4)
- Abel Antón, ex maratoneta e mezzofondista spagnolo (Ojuel, n. 1962)
- Abel Gisemba, ex maratoneta e mezzofondista keniota (n. 1971)
- Abel Kipchumba, maratoneta e mezzofondista keniota (n. 1994)
- Abel Kirui, maratoneta keniota (Bomet, n. 1982)

## Matematici(1)
- Abel Bürja, matematico tedesco (Berlino, n. 1752 - Berlino, † 1816)

## Mezzofondisti(1)
- Abel Kiviat, mezzofondista statunitense (New York, n. 1892 - Lakehurst, † 1991)

## Navigatori(1)
- Abel Tasman, navigatore, esploratore e cartografo olandese (Lutjegast, n. 1603 - Giacarta, † 1659)

## Pittori(2)
- Abel Faivre, pittore, litografo e illustratore francese (Lione, n. 1867 - Nizza, † 1945)
- Abel Grimmer, pittore fiammingo (Anversa, n. 1570 - Anversa, † 1619)

## Poeti(1)
- Abel Bonnard, poeta, romanziere e saggista francese (Poitiers, n. 1883 - Madrid, † 1968)

## Politici(6)
- Abel Goumba, politico centrafricano (Grimari, n. 1926 - Bangui, † 2009)
- Abel Matutes, politico, imprenditore e economista spagnolo (Ibiza, n. 1941)
- Abel Muzorewa, politico zimbabwese (Rhodesia Meridionale, n. 1925 - Harare, † 2010)
- Abel Pacheco de la Espriella, politico, personaggio televisivo e scrittore costaricano (San José, n. 1933)
- Abel Servien, politico, diplomatico e nobile francese (Biviers, n. 1593 - Meudon, † 1659)
- Abel Parker Upshur, politico statunitense (Northampton County, n. 1790 - Potomac, † 1844)

## Pugili(1)
- Abel Laudonio, pugile argentino (Buenos Aires, n. 1938 - Buenos Aires, † 2014)

## Rapper(1)
- Denz, rapper svedese (Bromma församling, n. 1993)

## Registi(2)
- Abel Ferrara, regista, sceneggiatore e attore statunitense (New York, n. 1951)
- Abel Gance, regista, sceneggiatore e attore francese (Parigi, n. 1889 - Parigi, † 1981)

## Rugbisti a 15(1)
- Abel Albert, rugbista a 15 francese (Parigi, n. 1873 - Parigi, † 1919)

## Schermidori(1)
- Abel Caballero, schermidore cubano (n. 1975)

## Scrittori(4)
- Abel Hermant, scrittore e drammaturgo francese (Parigi, n. 1862 - Chantilly, † 1950)
- Abel Hugo, scrittore e critico letterario francese (Parigi, n. 1798 - Parigi, † 1855)
- Abel Meeropol, scrittore e insegnante statunitense (New York, n. 1903 - Longmeadow, † 1986)
- Abel Posse, scrittore, diplomatico e giornalista argentino (Córdoba, n. 1934 - Buenos Aires, † 2023)

## Scultori(1)
- Abel Lafleur, scultore francese (Rodez, n. 1875 - Boulogne-Billancourt, † 1953)

## Siepisti(1)
- Abel Mutai, siepista keniota (Nandi, n. 1988)